# Большая Бадажи
Большая Бадажи — река в России, протекает в Челябинской области. 
Истоки реки в Нязепетровском районе Челябинской области на склонах Южного Урала, устье реки находится в 12 км по левому берегу реки Малая Ургала на границе Челябинской области и Республики Башкортостан. Длина реки составляет 12 км. В 1,1 км от устья, по правому берегу впадает река Малая Бадажи.

## Данные водного реестра
По данным государственного водного реестра России относится к Камскому бассейновому округу, водохозяйственный участок реки — Ай от истока и до устья, речной подбассейн реки — Белая. Речной бассейн реки — Кама.
По данным геоинформационной системы водохозяйственного районирования территории РФ, подготовленной Федеральным агентством водных ресурсов:
- Код водного объекта в государственном водном реестре — 10010201012111100021757
- Код по гидрологической изученности (ГИ) — 111102175
- Код бассейна — 10.01.02.010
- Номер тома по ГИ — 11
- Выпуск по ГИ — 1